# Owain Owain
Owain Owain (ur. 11 grudnia 1929 w Pwllheli, zm. 19 grudnia 1993 w Caernarfon) – walijski pisarz, naukowiec, publicysta i aktywista językowy. Autor opowiadań i dwóch powieści, z których największą popularność zdobył Ostatni dzień (1976).

## Życiorys
Urodził się w Pwllheli w Walii w rodzinie robotniczej. W latach 1948–1951 studiował nauki ścisłe na Uniwersytecie w Bangor. Po studiach odbył krótką służbę wojskową, z której odszedł po zdeklarowaniu się jako pacyfista. Oddelegowano go wówczas do pracy w elektrowni atomowej Windscale Piles w Anglii (obecnie Sellafield), gdzie zajmował się oczyszczaniem plutonu wykorzystywanego do produkcji bomby nuklearnej. Poznawszy zagrożenia, które niesie energia jądrowa, stał się jej zdeklarowanym przeciwnikiem. Zrezygnował z kariery naukowca i powrócił do Walii, gdzie pracował kolejno jako nauczyciel i wykładowca akademicki. W 1954 roku poślubił Eirę Lloyd, z którą miał czworo dzieci. Angażował się społecznie, przede wszystkim jako aktywista językowy. W latach 60. XX wieku został jednym z założycieli Towarzystwa Języka Walijskiego (Cymdeithas yr Iaith), grupy nacisku walczącej o prawa mówiących po walijsku i był jednym z najbardziej aktywnych jej członków. Zajmował się też amatorsko malarstwem i grafiką.

## Twórczość
Owain był autorem kilkunastu publikacji literackich i popularnonaukowych. W 1976 roku ukazały się niemal jednocześnie dwie jego powieści: historyczna Mical i fantastycznonaukowa Ostatni dzień (wal. Y Dydd Olaf), choć ta druga została napisana już w połowie lat 60. XX wieku. Podczas gdy Mical zdobył w 1977 roku nagrodę książki roku, Ostatni dzień został przyjęty w Walii bez entuzjazmu i popadł na kilkadziesiąt lat w zapomnienie. Książka została odkryta na nowo i zyskała dużą popularność dzięki albumowi piosenkarki Gwenno Saunders Y Dydd Olaf (2014), który został zainspirowany powieścią. Obecnie powieść zaliczana bywa do klasyków literatury walijskiej.
Ostatni dzień był jedną z pierwszych pozycji popularnonaukowych napisanych w języku walijskim. Reprezentuje również gatunek antyutopii, nawiązując bezpośrednio do Roku 1984 George’a Orwella i Nowego wspaniałego świata Aldousa Huxleya. Ostatni dzień charakteryzuje się nietypową dla gatunku formą powieści epistolarnej, złożonej głównie z listów i pamiętników głównego bohatera. Akcja rozgrywa się w kilku płaszczyznach czasowych: w 1948 roku, gdy młody chłopak imieniem Marek wyjeżdża na uniwersytet studiować elektronikę, w 1984 roku, gdy władzę nad ziemią po katastrofie nuklearnej próbują przejąć maszyny i w 1999 roku, gdy siedemdziesięcioletni Marek zostaje wysłany na „kurację” do Domu Zmierzchania. Dom Zmierzchania jest tak naprawdę miejscem kaźni, gdzie starsze osoby, po serii zabiegów, są zabijane w celu wykorzystania ich ciał przez rządzący reżim. Światem rządzi bowiem elektroniczny twór zwany Wysokim Rachmistrzem, który stoi na czele Rady Braterstwa, zaś ludzie są pozbawieni świadomości, wolnej woli i języka – używają jedynie syntetycznej mowy, która polega na mechanicznym powtarzaniu szyboletów. Główny bohater należy jednak do grupy Nielicznych, którzy zdołali zachować wolność myślenia dzięki wszczepieniu sobie za uchem kawałka platyny. Tym samym Marek jest w stanie prowadzić w Domu Zmierzchania dziennik, w którym snuje wspomnienia i egzystencjalne rozważania, przede wszystkim dotyczące zagadnienie wolności, natury człowieka, tożsamości i miłości. Wstęp do powieści wprowadza czwartą płaszczyznę czasową – odległej, nieokreślonej przyszłości, w której reżim Braterstwa upadł, a zapiski Marka są jedynym świadectwem utraconej przeszłości. Powieść ma charakter ostrzeżenia przed nieokiełznanym rozwojem technologii, materializmem, indoktrynacją i wymuszoną jednością kulturową.

### Powieści
- Mical (1976)
- Y Dydd Olaf (1976, pol. Ostatni dzień)

### Zbiory opowiadań i esejów
- Amryw Darnau (1969)
- Bara Brith (1971)